# Некрасов, Александр Владимирович
Александр Владимирович Некрасов (1 сентября 1961 года, Дмитров, Московская область, РСФСР, СССР — 4 мая 2023 года, Москва, Россия) — российский архитектор, член-корреспондент РАХ (2020).

## Биография
Родился 1 сентября 1961 года года в городе Дмитров Московской области, жил и работал в Москве.
В 1985 году окончил Московский архитектурный институт.
С 1985 по 1987 год проходил службу в Советской Армии.
С 1989 года работал в ОАО «Метрогипротранс»: главный архитектор отдела (2000—2011), руководитель архитектурной мастерской ОАО «Метрогипротранс» (с 2011 года).
С 1992 года — член Союза московских архитекторов.
В 2020 году избран членом-корреспондентом Российской академии художеств от Отделения архитектуры.
Александр Владимирович Некрасов умер 4 мая 2023 года.

## Творческая деятельность
Автор и соавтор проектов оформления как вестибюлей, так и самих станций московского метро: Аннино, Печатники, Братиславская, Парк Победы, Москва-Сити, Строгино, Волоколамская, Алма-Атинская, Пятницкое шоссе, Битцевский парк, Фонвизинская, Бутырская, Петровско-Разумовская, Электрозаводская БКЛ, а также кроссплатформенного пересадочного узла Арбатско-Покровской и Калинино-Солнцевской линии.
На станциях метро «Строгино» и «Волоколамская» есть «пасхальные яйца», которые указывают на архитекторов, участвововавших в проектировании данных станций: Строгино — на плафоне освещения станции (ближе к западному выходу со станции), и на световой полосе, идущей вдоль края платформы; на Волоколамской: на плафонах светильников рядом с восточным выходом.

## Награды
- Медаль «В память 850-летия Москвы» (1997)
- Почётная грамота Правительства Москвы
- Золотой диплом Международного архитектурного фестиваля ЗОДЧЕСТВО-2001 (Люблинская линия Московского метрополитена от станции «Чкаловская» до станции «Марьино»)
- Серебряный диплом Международного архитектурного фестиваля ЗОДЧЕСТВО-2002 (станция «Аннино» Серпуховско-Тимирязевской линии Московского метрополитена)
- Лауреат Смотра-конкурса Союза московских архитекторов «Золотое сечение» 2003 года (Лучшие произведение архитектуры 2001—2002. Станция «Аннино» Серпуховско-Тимирязевской линии Московского метрополитена)
- Номинация на Государственную премию 2003 года в области литературы и искусства (станция «Аннино» Серпуховско-Тимирязевской линии Московского метрополитена)
- Бронзовый диплом Международного архитектурного фестиваля ЗОДЧЕСТВО-2004 (станционный комплекс «Парк Победы» Арбатско-Покровской и Строгинско-Митинской линий Московского метрополитена)
- Диплом Союза архитекторов России на Международном архитектурном фестивале ЗОДЧЕСТВО-2007 (станция «Международная» Филевской линии в Москве)
- Диплом Совета Смотра-конкурса Союза московских архитекторов «Золотое сечение» 2007 (линия мини-метро в Москве)
- Золотой диплом Международного архитектурного фестиваля ЗОДЧЕСТВО-2008 (станция «Строгино» Митинско-Строгинской линии Московского метрополитена)
- Номинация на соискание Государственной премии 2008 года в области литературы и искусства (станция «Строгино» Митинско-Строгинской линии Московского метрополитена)
- Диплом Лауреата и Золотой Знак Смотра-конкурса Союза московских архитекторов «Золотое сечение» 2009 (Станция «Строгино» Митинско-Строгинской линии Московского метрополитена)
- Диплом конкурса «Лучший реализованный проект года в области инвестиций и строительства 2013» (станция «Пятницкое шоссе» Митинско-Строгинской линии)
- Серебряный знак Международного архитектурного фестиваля ЗОДЧЕСТВО-2013 (станция «Алма-Атинская» Замоскворецкой линии Московского метрополитена)
- Серебряный знак Международного архитектурного фестиваля ЗОДЧЕСТВО-2014 (станция «Битцевский парк» Бутовской линии Московского метрополитена)
- Диплом I степени XIII Международного смотра-конкурса (постройку) года по разделу «Постройка» (станция «Битцевский парк» Бутовской линии Московского метрополитена)
- Диплом Лауреата и Золотой Знак Смотра-конкурса Союза московских архитекторов «Золотое сечение» 2017 (продление Люблинско-Дмитровской линии Московского метрополитена)
- Диплом Лауреата Смотра-конкурса Союза московских архитекторов «Золотое сечение» 2021 (станции Большой кольцевой линии «Лефортово», «Авиамоторная», «Электрозаводская»).

Награды РАХ
- Диплом РАХ «За развитие традиций в современной архитектуре» (2010) — за архитектурное решение станции «Волоколамская» в Москве
- Диплом РАХ «За развитие традиций в современной архитектуре» (2021) — за архитектурное решение станций Большой кольцевой линии «Лефортово», «Авиамоторная», «Электрозаводская» в Москве.